# Антихвост
Антихвост — это термин, который используется в астрономии для описания одного из трёх видов хвостов, которые появляются у кометы при её приближении к Солнцу. Особенность этого хвоста, возникающего после прохождения перигелия, заключается в том, что в отличие от двух других хвостов, пылевого и газового, он направлен в сторону Солнца, а не от него, поэтому он геометрически противоположен другим хвостам. Антихвост состоит из крупных частиц пыли, которые, в силу своей массы и размера, слабо подвержены влиянию солнечного ветра и, как правило, остаются в плоскости орбиты кометы, в конечном итоге, принимая форму диска. Из-за довольно малой концентрации частиц пыли увидеть этот диск в обычных условиях практически невозможно. Поэтому его можно зафиксировать только с ребра, когда он достаточно ярок для наблюдения. Это становится возможным в короткий промежуток времени, когда Земля пересекает плоскость орбиты кометы. В результате диск становится виден в форме небольшого хвоста, направленного в сторону Солнца.
Поскольку частицы пыли принимают форму диска, то вполне естественно, что антихвост существует не только впереди, но и позади, и по бокам кометы. Но по бокам кометы он не виден из-за кометного ядра, а позади — теряется за более плотными и яркими пылевым и газовым хвостами.
Большинство проходящих комет слишком малы, чтобы у них можно было различить антихвост, но есть и достаточно крупные для этого кометы, например, комета C/1956 R1 (Аренда — Ролана) в 1957 и C/1995 O1 (Хейла — Боппа) в 1997. Антихвост также имелся у кометы C/2023 A3 (Цзыцзиньшань — ATLAS), наблюдавшейся в 2024 году.